# Estación Angol
Angol es una antigua estación ubicada en la comuna chilena homónima de la Región de la Araucanía, que fue punta de rieles del Ferrocarril Talcahuano - Chillán y Angol, a fines del siglo XIX. Luego, pasó a ser ramal Renaico - Angol, cuando se decidió cambiar el trazado de la vía principal por Collipulli, hasta Victoria, y luego a Temuco. 
Posteriormente, el ramal se extendió hasta Traiguén. Su edificio constaba de un gran patio de rieles donde circulaban permanente trenes de pasajeros que provenían de Concepción, y Renaico, además de su intensa actividad de carga desde donde salían trenes con grandes sacos de maíz, zarzamoras, etc. Desde que el ramal cae en desuso en 1993, Angol pierde definitivamente su mundo ferroviario, abandonando de esta forma la estación. Luego se observaron ruinas de lo que alguna vez significó el tren para Angol, la estación fue incendiada y la incontrolable sustracción de rieles provocó la muerte definitiva de este ramal.Con el paso del tiempo, aquellas ruinas fueron reestructurados con fines muy lejanos a una estación ferroviaria, aquel proyecto enfocado hacia la juventud a cargo de una pareja de afuerinos y diseñado por el proyectista Gustavo Guzmán Sandoval, no tuvo muchos años de permanencia en el lugar, ya que actualmente en el lugar solo queda la imagen vacía de aquellas generaciones que algún día vieron en pie una linda estación, y posteriormente ruinas desoladas en el lugar.
- Datos: Q5840861